# Aziatisch kampioenschap voetbal onder 20 - 2023 (kwalificatie)
De kwalificatie voor het Aziatisch kampioenschap voetbal onder 20 voor mannen begon op 10 september tot en met 18 oktober 2022. De kwalificatie werd gespeeld in de verschillende groepen. Uit iedere confederatie mogen twee landen deelnemen aan het Afrikaans kampioenschap in 2023. Er kwalificeren zich 11 landen via deze kwalificatie. Egypte is automatisch gekwalificeerd, omdat dit land gastland is en dus automatisch gekwalificeerd.
Spelers die geboren zijn na 1 januari 2003 mogen meedoen aan dit toernooi.

## Loting
Er werden enkele veranderingen doorgevoerd in vergelijking met het vorige toernooi. Zo werd er bij de loting geen rekening meer gehouden met de verschillende zones (west en oost).
Van de 47 landen die lid zijn van de AFC deden er 44 mee aan dit kwalificatietoernooi. Ook het gastland, Oezbekistan, deed mee, maar de resultaten van dit land telden niet mee aan de stand in de poule. Oezbekistan is namelijk automatisch gekwalificeerd. De loting werd gehouden op 24 mei 2022. De 44 deelnemende landen werden verdeeld in 4 groepen van vijf landen en 6 groepen van vier landen. De landen werden verdeeld in de potten op basis van het toernooi in 2018 en de resultaten in de kwalificatie voor dat toernooi. Bij de loting werd ook rekening gehouden met de landen die gastland zijn in de poule
Op 16 augustus 2022 besloot de FIFA om de bond van India te schorsen vanwege opgepaste beïnvloeding van andere organisaties. Dit mag niet volgens de regels van de FIFA. Op 27 augustus werd deze schorsing weer ongedaan gemaakt en kon India toch deelnemen. Op 26 augustus 2022 trok Australië zich terug uit de competitie vanwege hun zorgen over de veiligheidssituatie in Irak, waar de wedstrijden in H gespeeld zouden worden. Hierdoor bleven er slechts drie landen over in deze poule. Om dezelfde reden mocht Irak later geen gastland meer zijn en werden de wedstrijden verplaatst naar Koeweit. Australia were reinstated into the group by the AFC on 14 September 2022.
|                | Pot 1                                                                                          | Pot 2                                                                                        | Pot 3 | Pot 4                                                                                                 | Pot 5                                                                                            |
| -------------- | ---------------------------------------------------------------------------------------------- | -------------------------------------------------------------------------------------------- | --- | --- | ------------------------------------------------------------------------------------------------ |
| Gastlanden     | Saoedi-Arabië (1) Tadzjikistan (6) Indonesië (8) Jordanië (10)                                 | Irak (14) Oman (21) Bahrein (22)                                                             | Mongolië (30) Kirgizië (31)                                                                                  | Laos (34)                                                                                             |                                                                                                  |
| Overige landen | Zuid-Korea (2) Qatar (3) Japan (4) Thailand (5) Australië (7) Verenigde Arabische Emiraten (9) | China (11) Maleisië (13) Vietnam (15) Chinees Taipei (16) Cambodja (17) Iran (19) Jemen (20) | Syrië (23) Bangladesh (24) India (25) Myanmar (26) Libanon (27) Hongkong (29) Filipijnen (32) Palestina (33) | Turkmenistan (35) Singapore (36) Oost-Timor (37) Malediven (38) Brunei (39) Sri Lanka (40) Nepal (41) | Afghanistan (–) Bhutan (–) Guam (–) Koeweit (– G*) Noordelijke Marianen (–) Oezbekistan (18) (G) |

Noten
- (G*): Gastland tijdens deze kwalificatie, maar nog niet tijdens de loting. (Koeweit verving Irak als gastland in groep H.)
- (G): Gastland op het eindtoernooi.
- (–): Geen ranking.

| - Macau - Noord-Korea - Pakistan (geschorst) |

## Beslissingscriteria
De landen worden in de poule gerangschikt naar het aantal punten dat ze hebben gehaald (3 punten voor een overwinning, 1 punt voor een gelijkspel, 0 punten voor een verlies. Als twee of meer landen gelijk eindigden worden de volgende criteria gebruikt om te bepalen wat de (eind)stand is:
1. Punten behaald in de onderlinge wedstrijden tussen de teams die gelijk eindigen;
2. Doelsaldo in de onderlinge wedstrijden tussen de teams die gelijk eindigen;
3. Aantal doelpunten gescoord in de onderlinge wedstrijden tussen de teams die gelijk eindigen;
4. Als meer dan twee landen gelijk eindigen en er zijn, nadat de bovenstaande regels zijn toegepast, nog steeds een aantal landen gelijk kunnen de criteria nogmaals worden toegepast met de landen die dan over zijn en nog steeds gelijk staan;
5. Doelsaldo in alle groepswedstrijden;
6. Aantal doelpunten gescoord in alle groepswedstrijden;
7. Een strafschoppenserie wordt gehouden als de landen die gelijk eindigen elkaar ontmoeten in de laatste wedstrijd.
8. Disciplinaire punten (rode kaart = 3 punten, gele kaart = 1 punt, twee gele kaarten in een wedstrijd = 3 punten, geel en daarna direct rood - 4 punten);
9. Loting.

## Groepen

### Groep A
De wedstrijden uit groep A werden gespeeld in Saoedi-Arabië. Ook Oezbekistan deed mee in deze poule, maar die wedstrijden telden niet mee voor de eindstand in de poule. Oezbekistan is al gekwalificeerd, omdat dit land gastland is. 
| Pos | Team          | Wed | W | G | V | Ptn | DV | DT | +/− | Kwalificatie |
| --- | ------------- | --- | - | - | - | --- | -- | -- | --- | ------------ |
| 1   | Saoedi-Arabië | 3   | 3 | 0 | 0 | 9   | 17 | 0  | +17 | Eindtoernooi |
| 2   | China         | 3   | 2 | 0 | 1 | 6   | 8  | 2  | +6  | Eindtoernooi |
| 3   | Myanmar       | 3   | 1 | 0 | 2 | 3   | 4  | 8  | −4  |              |
| 4   | Malediven     | 3   | 0 | 0 | 3 | 0   | 0  | 19 | −19 |              |

|                                 |                                                                           |         |           |                                                                                              |
| 10 september 2022 18:15 (UTC+3) | Oezbekistan                                                               | 7–0     | Malediven | Prins Saud bin Jalawistadion, Khobar Toeschouwers: 10 Scheidsrechter: Khaled Al-Shaqsi (OMA) |
| 10 september 2022 18:15 (UTC+3) | Usmonov 10', 22', 57' Rahmatullayev 12', 37' Islamov 15' A. Juraboyev 23' | Verslag |           | Prins Saud bin Jalawistadion, Khobar Toeschouwers: 10 Scheidsrechter: Khaled Al-Shaqsi (OMA) |

|                                 |                  |         |                                           |                                                                                             |
| 10 september 2022 21:30 (UTC+3) | Myanmar          | 1–3     | China                                     | Prins Saud bin Jalawistadion, Khobar Toeschouwers: 105 Scheidsrechter: Kim Jong-hyeok (KOR) |
| 10 september 2022 21:30 (UTC+3) | Oakkar Naing 22' | Verslag | 13', 90+2' (pen.) Asqer 90+5' (pen.) Adil | Prins Saud bin Jalawistadion, Khobar Toeschouwers: 105 Scheidsrechter: Kim Jong-hyeok (KOR) |

|                                 |                                                      |         |         |                                                                                                 |
| 12 september 2022 18:15 (UTC+3) | Oezbekistan                                          | 3–0     | Myanmar | Prins Saud bin Jalawistadion, Khobar Toeschouwers: 20 Scheidsrechter: Yousif Saeed Hassan (IRQ) |
| 12 september 2022 18:15 (UTC+3) | Fomin 9' Rahmatullayev 25' (pen.) A. Juraboyev 90+2' | Verslag |         | Prins Saud bin Jalawistadion, Khobar Toeschouwers: 20 Scheidsrechter: Yousif Saeed Hassan (IRQ) |

|                                 |           |         | |                                                                                                |
| 12 september 2022 21:30 (UTC+3) | Malediven | 0–11    | Saoedi-Arabië                                                                                                   | Prins Saud bin Jalawistadion, Khobar Toeschouwers: 2.119 Scheidsrechter: Yaasin Hanafiah (MAS) |
| 12 september 2022 21:30 (UTC+3) |           | Verslag | 3', 23', 37' Radif 6', 45', 87' (pen.) Al-Nemer 22' Al-Aliwa 54' Al-Zubaidi 57', 90+2' Jawshan 90+5' Al-Rahmani | Prins Saud bin Jalawistadion, Khobar Toeschouwers: 2.119 Scheidsrechter: Yaasin Hanafiah (MAS) |

|                                |               |         |                                       |                                                                                             |
| 9 september 2022 18:15 (UTC+3) | Saoedi-Arabië | 1–2     | Oezbekistan                           | Prins Saud bin Jalawistadion, Khobar Toeschouwers: 2.299 Scheidsrechter: Ahmed Al-Ali (JOR) |
| 9 september 2022 18:15 (UTC+3) | Al-Nemer 85'  | Verslag | 34' M. Juraboyev 90+1' (pen.) Islamov | Prins Saud bin Jalawistadion, Khobar Toeschouwers: 2.299 Scheidsrechter: Ahmed Al-Ali (JOR) |

|                                 |                                                              |         |           |                                                                                              |
| 14 september 2022 21:30 (UTC+3) | China                                                        | 5–0     | Malediven | Prins Saud bin Jalawistadion, Khobar Toeschouwers: 55 Scheidsrechter: Pranjal Banerjee (IND) |
| 14 september 2022 21:30 (UTC+3) | Xuehret 23', 40' Asqer 35' Chen Zhexuan 61' Mijit 87' (pen.) | Verslag |           | Prins Saud bin Jalawistadion, Khobar Toeschouwers: 55 Scheidsrechter: Pranjal Banerjee (IND) |

|                                 |          |         |                           |                                                                                                 |
| 16 september 2022 18:15 (UTC+3) | China    | 1–2     | Oezbekistan               | Prince Mohamed bin Fahdstadion, Dammam Toeschouwers: 130 Scheidsrechter: Khaled Al-Shaqsi (OMA) |
| 16 september 2022 18:15 (UTC+3) | Adil 17' | Verslag | 7' Oktamov 23' Utamurodov | Prince Mohamed bin Fahdstadion, Dammam Toeschouwers: 130 Scheidsrechter: Khaled Al-Shaqsi (OMA) |

|                                 |         |         |                                                                  |                                                                                                |
| 16 september 2022 21:30 (UTC+3) | Myanmar | 0–5     | Saoedi-Arabië                                                    | Prins Saud bin Jalawistadion, Khobar Toeschouwers: 1.115 Scheidsrechter: Yaasin Hanafiah (MAS) |
| 16 september 2022 21:30 (UTC+3) |         | Verslag | 17', 45+5' (pen.) Radif 24' Al-Najdi 35' Al-Oyayri 83' Al-Juwayr | Prins Saud bin Jalawistadion, Khobar Toeschouwers: 1.115 Scheidsrechter: Yaasin Hanafiah (MAS) |

|                                 |           |         |                                                      |                                                                                           |
| 18 september 2022 21:00 (UTC+3) | Malediven | 0–3     | Myanmar                                              | Prince Mohamed bin Fahdstadion, Dammam Toeschouwers: 8 Scheidsrechter: Ahmed Al-Ali (JOR) |
| 18 september 2022 21:00 (UTC+3) |           | Verslag | 45+4' Kaung Htet Paing 82' Swan Htet 86' La Min Htwe | Prince Mohamed bin Fahdstadion, Dammam Toeschouwers: 8 Scheidsrechter: Ahmed Al-Ali (JOR) |

|                                 |               |         |       |                                                                                               |
| 18 september 2022 21:00 (UTC+3) | Saoedi-Arabië | 1–0     | China | Prins Saud bin Jalawistadion, Khobar Toeschouwers: 1.914 Scheidsrechter: Kim Jong-hyeok (KOR) |
| 18 september 2022 21:00 (UTC+3) | Bakor 45+5'   | Verslag |       | Prins Saud bin Jalawistadion, Khobar Toeschouwers: 1.914 Scheidsrechter: Kim Jong-hyeok (KOR) |

### Groep B
De wedstrijden in groep B werden gespeeld in Bahrein.
| Pos | Team       | Wed | W | G | V | Ptn | DV | DT | +/− | Kwalificatie |
| --- | ---------- | --- | - | - | - | --- | -- | -- | --- | ------------ |
| 1   | Qatar      | 4   | 4 | 0 | 0 | 12  | 14 | 1  | +13 | Eindtoernooi |
| 2   | Bahrein    | 4   | 2 | 1 | 1 | 7   | 8  | 3  | +5  |              |
| 3   | Bangladesh | 4   | 2 | 1 | 1 | 7   | 5  | 4  | +1  |              |
| 4   | Bhutan     | 4   | 1 | 0 | 3 | 3   | 4  | 10 | −6  |              |
| 5   | Nepal      | 4   | 0 | 0 | 4 | 0   | 1  | 14 | −13 |              |

|                                 |                         |         |       |                                                                                   |
| 10 september 2022 18:00 (UTC+3) | Bhutan                  | 2–0     | Nepal | Al Muharraqstadion, Arad Toeschouwers: 50 Scheidsrechter: Clifford Daypuyat (PHI) |
| 10 september 2022 18:00 (UTC+3) | Chozang 33' Jamtsho 47' | Verslag |       | Al Muharraqstadion, Arad Toeschouwers: 50 Scheidsrechter: Clifford Daypuyat (PHI) |

|                                 |            |     |         |                                                                                    |
| 10 september 2022 21:00 (UTC+3) | Bangladesh | 0–0 | Bahrein | Al Muharraqstadion, Arad Toeschouwers: 1.468 Scheidsrechter: Thoriq Alkatiri (IDN) |
| 10 september 2022 21:00 (UTC+3) | Verslag    |     |         | Al Muharraqstadion, Arad Toeschouwers: 1.468 Scheidsrechter: Thoriq Alkatiri (IDN) |

|                                 |           |         |                   |                                                                                 |
| 12 september 2022 18:00 (UTC+3) | Bhutan    | 1–2     | Bangladesh        | Al Muharraqstadion, Arad Toeschouwers: 635 Scheidsrechter: Yudai Yamamoto (JPN) |
| 12 september 2022 18:00 (UTC+3) | Limbu 59' | Verslag | 33' Nova 88' Asif | Al Muharraqstadion, Arad Toeschouwers: 635 Scheidsrechter: Yudai Yamamoto (JPN) |

|                                 |                         |         |                                        |                                                                                     |
| 12 september 2022 21:00 (UTC+3) | Nepal                   | 1–3     | Qatar                                  | Al Muharraqstadion, Arad Toeschouwers: 100 Scheidsrechter: Çarymyrat Kurbanow (TKM) |
| 12 september 2022 21:00 (UTC+3) | Al-Sharshani 76' (e.d.) | Verslag | 30' Mansour 45+2' Surag 60' Al-Abdulla | Al Muharraqstadion, Arad Toeschouwers: 100 Scheidsrechter: Çarymyrat Kurbanow (TKM) |

|                                 |                                                                                |         |        |                                                                                |
| 14 september 2022 18:00 (UTC+3) | Qatar                                                                          | 6–0     | Bhutan | Al Muharraqstadion, Arad Toeschouwers: 0 Scheidsrechter: Mohammad Arafah (JOR) |
| 14 september 2022 18:00 (UTC+3) | Al-Abdulla 26' Jigmi 34' (e.d.) Al-Sharshani 39' Shanan 45+4' Al-Rawi 61', 78' | Verslag |        | Al Muharraqstadion, Arad Toeschouwers: 0 Scheidsrechter: Mohammad Arafah (JOR) |

|                                 |                                                                                       |         |       |                                                                             |
| 14 september 2022 21:00 (UTC+3) | Bahrein                                                                               | 6–0     | Nepal | Al Muharraqstadion, Arad Toeschouwers: 250 Scheidsrechter: Ahmed Eisa (UAE) |
| 14 september 2022 21:00 (UTC+3) | Al-Khalasi 19' (pen.) S. Abdulla 37' Gadban 67' Al-Subaiei 84', 88' Mu. Mohamed 90+1' | Verslag |       | Al Muharraqstadion, Arad Toeschouwers: 250 Scheidsrechter: Ahmed Eisa (UAE) |

|                                 |            |         |                                |                                                                                      |
| 16 september 2022 18:00 (UTC+3) | Bangladesh | 0–3     | Qatar                          | Al Muharraqstadion, Arad Toeschouwers: 3.215 Scheidsrechter: Clifford Daypuyat (PHI) |
| 16 september 2022 18:00 (UTC+3) |            | Verslag | 22', 60', 90+5' (pen.) Al-Rawi | Al Muharraqstadion, Arad Toeschouwers: 3.215 Scheidsrechter: Clifford Daypuyat (PHI) |

|                                 |                                |         |           |                                                                                  |
| 16 september 2022 21:00 (UTC+3) | Bahrein                        | 2–1     | Bhutan    | Al Muharraqstadion, Arad Toeschouwers: 205 Scheidsrechter: Thoriq Alkatiri (IDN) |
| 16 september 2022 21:00 (UTC+3) | Mu. Mohamed 20' (pen.) Isa 60' | Verslag | 76' Limbu | Al Muharraqstadion, Arad Toeschouwers: 205 Scheidsrechter: Thoriq Alkatiri (IDN) |

|                                 |       |         |                            |                                                                               |
| 18 september 2022 18:00 (UTC+3) | Nepal | 0–3     | Bangladesh                 | Al Muharraqstadion, Arad Toeschouwers: 1.019 Scheidsrechter: Ahmed Eisa (UAE) |
| 18 september 2022 18:00 (UTC+3) |       | Verslag | 6' Jony 11' Nova 52' Nijum | Al Muharraqstadion, Arad Toeschouwers: 1.019 Scheidsrechter: Ahmed Eisa (UAE) |

|                                 |                                 |         |         |                                                                                 |
| 18 september 2022 21:00 (UTC+3) | Qatar                           | 2–0     | Bahrein | Al Muharraqstadion, Arad Toeschouwers: 200 Scheidsrechter: Yudai Yamamoto (JPN) |
| 18 september 2022 21:00 (UTC+3) | Al-Sharshani 47' Al-Hussein 52' | Verslag |         | Al Muharraqstadion, Arad Toeschouwers: 200 Scheidsrechter: Yudai Yamamoto (JPN) |

### Groep C
De wedstrijden werden gespeeld in Laos.
| Pos | Team      | Wed | W | G | V | Ptn | DV | DT | +/− | Kwalificatie |
| --- | --------- | --- | - | - | - | --- | -- | -- | --- | ------------ |
| 1   | Japan     | 4   | 4 | 0 | 0 | 12  | 22 | 0  | +22 | Eindtoernooi |
| 2   | Jemen     | 4   | 2 | 1 | 1 | 7   | 14 | 5  | +9  |              |
| 3   | Palestina | 4   | 2 | 1 | 1 | 7   | 8  | 10 | −2  |              |
| 4   | Laos      | 4   | 1 | 0 | 3 | 3   | 4  | 7  | −3  |              |
| 5   | Guam      | 4   | 0 | 0 | 4 | 0   | 1  | 27 | −26 |              |

|                                 |                       |         |                       | |
| 10 september 2022 16:00 (UTC+7) | Palestina             | 2–2     | Jemen                 | Nieuw Nationaal Stadion Laos, Vientiane Toeschouwers: 1.652 Scheidsrechter: Seyed Vahid Kazemi (IRN) |
| 10 september 2022 16:00 (UTC+7) | Rezeq 4' Abdallah 47' | Verslag | 56' Mahross 62' Mahdi | Nieuw Nationaal Stadion Laos, Vientiane Toeschouwers: 1.652 Scheidsrechter: Seyed Vahid Kazemi (IRN) |

|                                 |      |         |                                         |                                                                                                   |
| 10 september 2022 19:00 (UTC+7) | Guam | 0–3     | Laos                                    | Nieuw Nationaal Stadion Laos, Vientiane Toeschouwers: 6.290 Scheidsrechter: Chen Hsin-chuan (TPE) |
| 10 september 2022 19:00 (UTC+7) |      | Verslag | 31' Anantaza 39' Chanthavixay 88' Athit | Nieuw Nationaal Stadion Laos, Vientiane Toeschouwers: 6.290 Scheidsrechter: Chen Hsin-chuan (TPE) |

|                                 |      |         |                                                                       |                                                                                                   |
| 12 september 2022 16:00 (UTC+7) | Guam | 0–5     | Palestina                                                             | Nieuw Nationaal Stadion Laos, Vientiane Toeschouwers: 895 Scheidsrechter: Majed Al Shamrani (KSA) |
| 12 september 2022 16:00 (UTC+7) |      | Verslag | 11' (e.d.) Buckwalter 14' Abu Al-Heija 28', 63' Al Badarin 40' Derbas | Nieuw Nationaal Stadion Laos, Vientiane Toeschouwers: 895 Scheidsrechter: Majed Al Shamrani (KSA) |

|                                 |      |         |                                                   |                                                                                                |
| 12 september 2022 19:00 (UTC+7) | Laos | 0–4     | Japan                                             | Nieuw Nationaal Stadion Laos, Vientiane Toeschouwers: 9.225 Scheidsrechter: Virendha Rai (BHU) |
| 12 september 2022 19:00 (UTC+7) |      | Verslag | 21' Sakamoto 44' Yamane 63' Kitano 69' Kumatoriya | Nieuw Nationaal Stadion Laos, Vientiane Toeschouwers: 9.225 Scheidsrechter: Virendha Rai (BHU) |

|                                 |                                                                                 |         |      | |
| 14 september 2022 16:00 (UTC+7) | Japan                                                                           | 9–0     | Guam | Nieuw Nationaal Stadion Laos, Vientiane Toeschouwers: 230 Scheidsrechter: Mahmood Al-Majarafi (OMA) |
| 14 september 2022 16:00 (UTC+7) | Nakamura 13', 35' (pen.) Narahara 15' Chiba 30', 45', 56' (pen.), 86', 88', 90' | Verslag |      | Nieuw Nationaal Stadion Laos, Vientiane Toeschouwers: 230 Scheidsrechter: Mahmood Al-Majarafi (OMA) |

|                                 |                     |         |                | |
| 14 september 2022 19:00 (UTC+7) | Jemen               | 2–1     | Laos           | Nieuw Nationaal Stadion Laos, Vientiane Toeschouwers: 7.366 Scheidsrechter: Nasrullo Kabirov (TJK) |
| 14 september 2022 19:00 (UTC+7) | Mahdi 12' Noman 83' | Verslag | 85' Phetdavanh | Nieuw Nationaal Stadion Laos, Vientiane Toeschouwers: 7.366 Scheidsrechter: Nasrullo Kabirov (TJK) |

|                                 |           |         |                                                                                  |                                                                                                   |
| 16 september 2022 16:00 (UTC+7) | Palestina | 0–8     | Japan                                                                            | Nieuw Nationaal Stadion Laos, Vientiane Toeschouwers: 235 Scheidsrechter: Majed Al Shamrani (KSA) |
| 16 september 2022 16:00 (UTC+7) |           | Verslag | 26' Kitano 28' Fukui 45', 49' (pen.) Sakamoto 64', 75', 79' Chiba 69' Kumatoriya | Nieuw Nationaal Stadion Laos, Vientiane Toeschouwers: 235 Scheidsrechter: Majed Al Shamrani (KSA) |

|                                 | |         |              |                                                                                                 |
| 16 september 2022 19:00 (UTC+7) | Jemen                                                                                               | 10–1    | Guam         | Nieuw Nationaal Stadion Laos, Vientiane Toeschouwers: 143 Scheidsrechter: Chen Hsin-chuan (TPE) |
| 16 september 2022 19:00 (UTC+7) | Noman 18' Al-Sharafi 23', 45+1', 53' Hasan 43', 61' Ebrahim 50' Al-Taftoof 56', 86' Al-Qashmi 90+1' | Verslag | 28' Kukahiko | Nieuw Nationaal Stadion Laos, Vientiane Toeschouwers: 143 Scheidsrechter: Chen Hsin-chuan (TPE) |

|                                 |                     |         |       |                                                                                                  |
| 18 september 2022 16:00 (UTC+7) | Japan               | 1–0     | Jemen | Nieuw Nationaal Stadion Laos, Vientiane Toeschouwers: 918 Scheidsrechter: Nasrullo Kabirov (TJK) |
| 18 september 2022 16:00 (UTC+7) | Al-Dubai 85' (e.d.) | Verslag |       | Nieuw Nationaal Stadion Laos, Vientiane Toeschouwers: 918 Scheidsrechter: Nasrullo Kabirov (TJK) |

|                                 |      |         |                | |
| 18 september 2022 19:00 (UTC+7) | Laos | 0–1     | Palestina      | Nieuw Nationaal Stadion Laos, Vientiane Toeschouwers: 7.319 Scheidsrechter: Mahmood Al-Majarafi (OMA) |
| 18 september 2022 19:00 (UTC+7) |      | Verslag | 90+1' Sandouqa | Nieuw Nationaal Stadion Laos, Vientiane Toeschouwers: 7.319 Scheidsrechter: Mahmood Al-Majarafi (OMA) |

### Groep D
De wedstrijden werden gespeeld in Jordanië.
| Pos | Team                 | Wed | W | G | V | Ptn | DV | DT | +/− | Kwalificatie |
| --- | -------------------- | --- | - | - | - | --- | -- | -- | --- | ------------ |
| 1   | Jordanië             | 4   | 3 | 1 | 0 | 10  | 21 | 2  | +19 | Eindtoernooi |
| 2   | Syrië                | 4   | 3 | 0 | 1 | 9   | 16 | 3  | +13 | Eindtoernooi |
| 3   | Chinees Taipei       | 4   | 2 | 1 | 1 | 7   | 10 | 1  | +9  |              |
| 4   | Turkmenistan         | 4   | 1 | 0 | 3 | 3   | 9  | 8  | +1  |              |
| 5   | Noordelijke Marianen | 4   | 0 | 0 | 4 | 0   | 0  | 42 | −42 |              |

|                                 |              |         |                |                                                                               |
| 10 september 2022 16:30 (UTC+3) | Syrië        | 1–0     | Chinees Taipei | Petrastadion, Amman Toeschouwers: 97 Scheidsrechter: Dayirbek Abdildaev (KGZ) |
| 10 september 2022 16:30 (UTC+3) | Al Aswad 28' | Verslag |                | Petrastadion, Amman Toeschouwers: 97 Scheidsrechter: Dayirbek Abdildaev (KGZ) |

|                                 |                      |         |                                                                       |                                                                          |
| 10 september 2022 21:00 (UTC+3) | Noordelijke Marianen | 0–7     | Turkmenistan                                                          | Petrastadion, Amman Toeschouwers: 14 Scheidsrechter: Mohamed Javiz (MDV) |
| 10 september 2022 21:00 (UTC+3) |                      | Verslag | 17', 19' Meredow 31', 86' Mirzoýew 45+1' A. Saparow 76', 81' Durdyýew | Petrastadion, Amman Toeschouwers: 14 Scheidsrechter: Mohamed Javiz (MDV) |

|                                 |                      |         | |                                                                            |
| 12 september 2022 16:30 (UTC+3) | Noordelijke Marianen | 0–10    | Syrië                                                                                              | Petrastadion, Amman Toeschouwers: 34 Scheidsrechter: Abdullah Jamali (KUW) |
| 12 september 2022 16:30 (UTC+3) |                      | Verslag | 7', 35' Fadel 9', 26' Safar 12', 75' (pen.) Osman 40' Nayef 59' Al Ramadan 61' Al Aswad 70' Mhanna | Petrastadion, Amman Toeschouwers: 34 Scheidsrechter: Abdullah Jamali (KUW) |

|                                 |                |         |                                           |                                                                               |
| 12 september 2022 21:30 (UTC+3) | Turkmenistan   | 1–3     | Jordanië                                  | Petrastadion, Amman Toeschouwers: 372 Scheidsrechter: Mooud Bonyadifard (IRN) |
| 12 september 2022 21:30 (UTC+3) | A. Saparow 16' | Verslag | 54' Abu Taha 81' Dayeh 90+3' Al-Shanaineh | Petrastadion, Amman Toeschouwers: 372 Scheidsrechter: Mooud Bonyadifard (IRN) |

|                                 |                    |         |              |                                                                           |
| 14 september 2022 16:30 (UTC+3) | Chinees Taipei     | 1–0     | Turkmenistan | Petrastadion, Amman Toeschouwers: 50 Scheidsrechter: Yahya Al-Mulla (UAE) |
| 14 september 2022 16:30 (UTC+3) | Wei Chih-chuan 69' | Verslag |              | Petrastadion, Amman Toeschouwers: 50 Scheidsrechter: Yahya Al-Mulla (UAE) |

|                                 | |         |                      |                                                                         |
| 14 september 2022 21:00 (UTC+3) | Jordanië | 16–0    | Noordelijke Marianen | Petrastadion, Amman Toeschouwers: 143 Scheidsrechter: Baraa Aisha (PLE) |
| 14 september 2022 21:00 (UTC+3) | Abu Taha 5', 22', 37' Kalbouneh 13', 33' Abu Hazeem 17' (pen.) Al-Shanaineh 19' Darwish 23' Amro 26', 84' Dayeh 45' Al-Sheyab 65', 77' Al-Asad 81' Abdulaziz 86' Al-Mansouri 88' | Verslag |                      | Petrastadion, Amman Toeschouwers: 143 Scheidsrechter: Baraa Aisha (PLE) |

|                                 |                                                                                                   |         |                      |                                                                          |
| 16 september 2022 16:30 (UTC+3) | Chinees Taipei                                                                                    | 9–0     | Noordelijke Marianen | Petrastadion, Amman Toeschouwers: 18 Scheidsrechter: Mohamed Javiz (MDV) |
| 16 september 2022 16:30 (UTC+3) | Kao Kuan-yu 4', 57', 59' Lin 19' Liu Hsuan-wei 29', 45+1', 74' Yuan Yu-hsuan 42' Liou Wei-zhe 85' | Verslag |                      | Petrastadion, Amman Toeschouwers: 18 Scheidsrechter: Mohamed Javiz (MDV) |

|                                 |           |         |                            |                                                                                 |
| 16 september 2022 21:00 (UTC+3) | Syrië     | 1–2     | Jordanië                   | Petrastadion, Amman Toeschouwers: 2.537 Scheidsrechter: Mooud Bonyadifard (IRN) |
| 16 september 2022 21:00 (UTC+3) | Osman 51' | Verslag | 12' Kalbouneh 56' Abu Taha | Petrastadion, Amman Toeschouwers: 2.537 Scheidsrechter: Mooud Bonyadifard (IRN) |

|                                 |               |         |                                         |                                                                           |
| 18 september 2022 16:30 (UTC+3) | Turkmenistan  | 1–4     | Syrië                                   | Petrastadion, Amman Toeschouwers: 56 Scheidsrechter: Yahya Al-Mulla (UAE) |
| 18 september 2022 16:30 (UTC+3) | Meredow 90+2' | Verslag | 56', 61' Al Ramadan 78' Osman 88' Fadel | Petrastadion, Amman Toeschouwers: 56 Scheidsrechter: Yahya Al-Mulla (UAE) |

|                                 |          |     |                |                                                                                |
| 18 september 2022 21:00 (UTC+3) | Jordanië | 0–0 | Chinees Taipei | Petrastadion, Amman Toeschouwers: 875 Scheidsrechter: Dayirbek Abdildaev (KGZ) |
| 18 september 2022 21:00 (UTC+3) | Verslag  |     |                | Petrastadion, Amman Toeschouwers: 875 Scheidsrechter: Dayirbek Abdildaev (KGZ) |

### Groep E
Alle wedstrijden werden gespeeld in Mongolië. 
| Pos | Team       | Wed | W | G | V | Ptn | DV | DT | +/− | Kwalificatie |
| --- | ---------- | --- | - | - | - | --- | -- | -- | --- | ------------ |
| 1   | Zuid-Korea | 3   | 3 | 0 | 0 | 9   | 19 | 2  | +17 | Eindtoernooi |
| 2   | Mongolië   | 3   | 1 | 1 | 1 | 4   | 7  | 8  | −1  |              |
| 3   | Maleisië   | 3   | 1 | 1 | 1 | 4   | 6  | 7  | −1  |              |
| 4   | Sri Lanka  | 3   | 0 | 0 | 3 | 0   | 0  | 15 | −15 |              |

|                                |                                                                                           |         |           |                                                                                          |
| 14 december 2022 12:30 (UTC+8) | Zuid-Korea                                                                                | 6–0     | Sri Lanka | MFF Football Centre, Ulaanbaatar Toeschouwers: 177 Scheidsrechter: Hiroki Kasahara (JPN) |
| 14 december 2022 12:30 (UTC+8) | Hussain 1' (e.d.) Lee Young-jun 26' Lee Seung-won 45+2' (pen.) Lee Jun-sang 47', 69', 76' | Verslag |           | MFF Football Centre, Ulaanbaatar Toeschouwers: 177 Scheidsrechter: Hiroki Kasahara (JPN) |

|                                |              |         |                      |                                                                                         |
| 14 december 2022 17:00 (UTC+8) | Maleisië     | 1–1     | Mongolië             | MFF Football Centre, Ulaanbaatar Toeschouwers: 1.112 Scheidsrechter: Feras Taweel (SYR) |
| 14 december 2022 17:00 (UTC+8) | Aliff I. 54' | Verslag | 24' (pen.) B. Ganbat | MFF Football Centre, Ulaanbaatar Toeschouwers: 1.112 Scheidsrechter: Feras Taweel (SYR) |

|                                |          |         | |                                                                                          |
| 16 december 2022 12:30 (UTC+8) | Mongolië | 0–7     | Zuid-Korea | MFF Football Centre, Ulaanbaatar Toeschouwers: 1.284 Scheidsrechter: Casey Reibelt (AUS) |
| 16 december 2022 12:30 (UTC+8) |          | Verslag | 10' Kim Hee-seung 15' Bae Joon-ho 54', 90+3' Lee Young-jun 57' (pen.) Kim Yong-hak 61' Jung Seung-bae 78' Lee Jun-sang | MFF Football Centre, Ulaanbaatar Toeschouwers: 1.284 Scheidsrechter: Casey Reibelt (AUS) |

|                                |           |         |                              |                                                                                       |
| 16 december 2022 17:00 (UTC+8) | Sri Lanka | 0–3     | Maleisië                     | MFF Football Centre, Ulaanbaatar Toeschouwers: 41 Scheidsrechter: Adel Al-Naqbi (UAE) |
| 16 december 2022 17:00 (UTC+8) |           | Verslag | 30', 90+4' Aliff I. 70' Adam | MFF Football Centre, Ulaanbaatar Toeschouwers: 41 Scheidsrechter: Adel Al-Naqbi (UAE) |

|                                |                                                                           |         |                      |                                                                                       |
| 18 december 2022 12:30 (UTC+8) | Zuid-Korea                                                                | 6–2     | Maleisië             | MFF Football Centre, Ulaanbaatar Toeschouwers: 142 Scheidsrechter: Hasan Akrami (IRN) |
| 18 december 2022 12:30 (UTC+8) | Lee Young-jun 34', 74', 82' Bae Joon-ho 50' Lee Seung-won 58', 88' (pen.) | Verslag | 55' Adam 69' Alif F. | MFF Football Centre, Ulaanbaatar Toeschouwers: 142 Scheidsrechter: Hasan Akrami (IRN) |

|                                |                                                                            |         |           |                                                                                         |
| 18 december 2022 17:00 (UTC+8) | Mongolië                                                                   | 6–0     | Sri Lanka | MFF Football Centre, Ulaanbaatar Toeschouwers: 1.236 Scheidsrechter: Feras Taweel (SYR) |
| 18 december 2022 17:00 (UTC+8) | Zayat 2' B. Ganbat 42' Uuganbat 45+1', 90+1' Ankhbayar 60' Erdenebat 90+4' | Verslag |           | MFF Football Centre, Ulaanbaatar Toeschouwers: 1.236 Scheidsrechter: Feras Taweel (SYR) |

### Group F
De wedstrijden werden gespeeld in Indonesië.
| Pos | Team       | Wed | W | G | V | Ptn | DV | DT | +/− | Kwalificatie |
| --- | ---------- | --- | - | - | - | --- | -- | -- | --- | ------------ |
| 1   | Indonesië  | 3   | 3 | 0 | 0 | 9   | 12 | 3  | +9  | Eindtoernooi |
| 2   | Vietnam    | 3   | 2 | 0 | 1 | 6   | 11 | 4  | +7  | Eindtoernooi |
| 3   | Oost-Timor | 3   | 1 | 0 | 2 | 3   | 2  | 9  | −7  |              |
| 4   | Hongkong   | 3   | 0 | 0 | 3 | 0   | 3  | 12 | −9  |              |

|                                 |                                                                                              |         |           |                                                                                          |
| 14 september 2022 16:00 (UTC+7) | Vietnam                                                                                      | 5–1     | Hongkong  | Gelora Bung Tomo-stadion, Surabaya Toeschouwers: 50 Scheidsrechter: Oh Hyeon-jeong (KOR) |
| 14 september 2022 16:00 (UTC+7) | Đinh Xuân Tiến 25', 51' Nguyễn Quốc Việt 32' (pen.) Khuất Văn Khang 58' Nguyễn Đức Anh 90+3' | Verslag | 68' Tsang | Gelora Bung Tomo-stadion, Surabaya Toeschouwers: 50 Scheidsrechter: Oh Hyeon-jeong (KOR) |

|                                 |                                 |         |            |                                                                                         |
| 14 september 2022 20:00 (UTC+7) | Indonesië                       | 4–0     | Oost-Timor | Gelora Bung Tomo-stadion, Surabaya Toeschouwers: 2.207 Scheidsrechter: Jansen Foo (SIN) |
| 14 september 2022 20:00 (UTC+7) | Hokky 12', 30', 49' Rabbani 89' | Verslag |            | Gelora Bung Tomo-stadion, Surabaya Toeschouwers: 2.207 Scheidsrechter: Jansen Foo (SIN) |

|                                 |            |         |                                                                              |                                                                                            |
| 16 september 2022 16:00 (UTC+7) | Oost-Timor | 0–4     | Vietnam                                                                      | Gelora Bung Tomo-stadion, Surabaya Toeschouwers: 100 Scheidsrechter: Omar Al-Yaqoubi (OMA) |
| 16 september 2022 16:00 (UTC+7) |            | Verslag | 10' Nguyễn Thanh Nhàn 15' Bùi Vĩ Hào 83' Nguyễn Xuân Bắc 85' Khuất Văn Khang | Gelora Bung Tomo-stadion, Surabaya Toeschouwers: 100 Scheidsrechter: Omar Al-Yaqoubi (OMA) |

|                                 |                  |         |                                                            |                                                                                               |
| 16 september 2022 20:00 (UTC+7) | Hongkong         | 1–5     | Indonesië                                                  | Gelora Bung Tomo-stadion, Surabaya Toeschouwers: 2.839 Scheidsrechter: Rustam Lutfullin (UZB) |
| 16 september 2022 20:00 (UTC+7) | Chen Ngo Hin 63' | Verslag | 10' Rabbani 15' Nico 43' Zanadin 86', 90' (pen.) Marselino | Gelora Bung Tomo-stadion, Surabaya Toeschouwers: 2.839 Scheidsrechter: Rustam Lutfullin (UZB) |

|                                 |              |         |                         |                                                                                         |
| 18 september 2022 16:00 (UTC+7) | Hongkong     | 1–2     | Oost-Timor              | Gelora Bung Tomo-stadion, Surabaya Toeschouwers: 2.500 Scheidsrechter: Jansen Foo (SIN) |
| 18 september 2022 16:00 (UTC+7) | Ichikawa 10' | Verslag | 52' Juvito 60' Ejivanio | Gelora Bung Tomo-stadion, Surabaya Toeschouwers: 2.500 Scheidsrechter: Jansen Foo (SIN) |

|                                 |                                       |         |                                       |                                                                                               |
| 18 september 2022 20:00 (UTC+7) | Indonesië                             | 3–2     | Vietnam                               | Gelora Bung Tomo-stadion, Surabaya Toeschouwers: 22.165 Scheidsrechter: Omar Al-Yaqoubi (OMA) |
| 18 september 2022 20:00 (UTC+7) | Marselino 60' Ferarri 82' Rabbani 85' | Verslag | 66' (e.d.) Ferarri 79' Đinh Xuân Tiến | Gelora Bung Tomo-stadion, Surabaya Toeschouwers: 22.165 Scheidsrechter: Omar Al-Yaqoubi (OMA) |

### Groep G
De wedstrijden werden gespeeld in Oman.
| Pos | Team        | Wed | W | G | V | Ptn | DV | DT | +/− | Kwalificatie |
| --- | ----------- | --- | - | - | - | --- | -- | -- | --- | ------------ |
| 1   | Oman        | 3   | 2 | 0 | 1 | 6   | 4  | 1  | +3  | Eindtoernooi |
| 2   | Thailand    | 3   | 2 | 0 | 1 | 6   | 6  | 3  | +3  |              |
| 3   | Filipijnen  | 3   | 1 | 0 | 2 | 3   | 3  | 6  | −3  |              |
| 4   | Afghanistan | 3   | 1 | 0 | 2 | 3   | 1  | 4  | −3  |              |

1. 1 2  Onderling resultaat: Oman 3, Thailand 0

|                                 |                                          |         |             |                                                                                   |
| 14 september 2022 17:00 (UTC+4) | Thailand                                 | 3–0     | Afghanistan | Al-Saadastadion, Salalah Toeschouwers: 150 Scheidsrechter: Faisal Al-Balawi (KSA) |
| 14 september 2022 17:00 (UTC+4) | Chonnapat 32' Phuwanet 56' Thanakrit 65' | Verslag |             | Al-Saadastadion, Salalah Toeschouwers: 150 Scheidsrechter: Faisal Al-Balawi (KSA) |

|                                 |                                          |         |            |                                                                                        |
| 14 september 2022 20:45 (UTC+4) | Oman                                     | 3–0     | Filipijnen | Al-Saadastadion, Salalah Toeschouwers: 1.300 Scheidsrechter: Nivon Robesh Gamini (SRI) |
| 14 september 2022 20:45 (UTC+4) | Al-Saqri 8' Al-Salimi 13' Al-Balushi 30' | Verslag |            | Al-Saadastadion, Salalah Toeschouwers: 1.300 Scheidsrechter: Nivon Robesh Gamini (SRI) |

|                                 |             |         |      |                                                                              |
| 16 september 2022 17:00 (UTC+4) | Afghanistan | 1–0     | Oman | Al-Saadastadion, Salalah Toeschouwers: 530 Scheidsrechter: Ngô Duy Lân (VIE) |
| 16 september 2022 17:00 (UTC+4) | Rajabi 28'  | Verslag |      | Al-Saadastadion, Salalah Toeschouwers: 530 Scheidsrechter: Ngô Duy Lân (VIE) |

|                                 |                     |         |                                         |                                                                              |
| 16 september 2022 20:45 (UTC+4) | Filipijnen          | 2–3     | Thailand                                | Al-Saadastadion, Salalah Toeschouwers: 297 Scheidsrechter: Zaid Thamer (IRQ) |
| 16 september 2022 20:45 (UTC+4) | Meriño 7' Kamil 28' | Verslag | 11' Thanakrit 44' Phuwanet 89' Peeranan | Al-Saadastadion, Salalah Toeschouwers: 297 Scheidsrechter: Zaid Thamer (IRQ) |

|                                 |            |         |             |                                                                                  |
| 18 september 2022 17:00 (UTC+4) | Filipijnen | 1–0     | Afghanistan | Al-Saadastadion, Salalah Toeschouwers: 187 Scheidsrechter: Chae Sang-hyeop (KOR) |
| 18 september 2022 17:00 (UTC+4) | Kamil 83'  | Verslag |             | Al-Saadastadion, Salalah Toeschouwers: 187 Scheidsrechter: Chae Sang-hyeop (KOR) |

|                                 |          |         |                  |                                                                                        |
| 18 september 2022 20:45 (UTC+4) | Thailand | 0–1     | Oman             | Al-Saadastadion, Salalah Toeschouwers: 1.920 Scheidsrechter: Nivon Robesh Gamini (SRI) |
| 18 september 2022 20:45 (UTC+4) |          | Verslag | 21' Al-Mashaikhi | Al-Saadastadion, Salalah Toeschouwers: 1.920 Scheidsrechter: Nivon Robesh Gamini (SRI) |

### Groep H
De wedstrijden in deze groep zouden oorspronkelijk worden afgewerkt in Irak. Door de veiligheidssituatie in Irak werd echter besloten deze wedstrijden te verplaatsen naar Koeweit. Australië had besloten zich terug te trekken uit de competitie vanwege die veiligheidssituatie, maar dit land deed toch mee nadat de wedstrijden naar Koeweit waren verplaatst.
| Pos | Team      | Wed | W | G | V | Ptn | DV | DT | +/− | Kwalificatie |
| --- | --------- | --- | - | - | - | --- | -- | -- | --- | ------------ |
| 1   | Australië | 3   | 3 | 0 | 0 | 9   | 9  | 2  | +7  | Eindtoernooi |
| 2   | Irak      | 3   | 2 | 0 | 1 | 6   | 6  | 3  | +3  | Eindtoernooi |
| 3   | India     | 3   | 1 | 0 | 2 | 3   | 5  | 9  | −4  |              |
| 4   | Koeweit   | 3   | 0 | 0 | 3 | 0   | 2  | 8  | −6  |              |

|                               |                                                      |         |                           |                                                                                |
| 14 oktober 2022 16:30 (UTC+3) | Irak                                                 | 4–2     | India                     | Ali Al-Salem Al-Sabahstadion, Al Farwaniyah Scheidsrechter: Tam Ping Wun (HKG) |
| 14 oktober 2022 16:30 (UTC+3) | Qasim 2' Abdulkareem 51' Sadeq 63' Yumnam 73' (e.d.) | Verslag | 22' G. Singh 33' Tongbram | Ali Al-Salem Al-Sabahstadion, Al Farwaniyah Scheidsrechter: Tam Ping Wun (HKG) |

|                               |                                                         |         |                    |                                                                                    |
| 14 oktober 2022 19:30 (UTC+3) | Australië                                               | 4–1     | Koeweit            | Ali Al-Salem Al-Sabahstadion, Al Farwaniyah Scheidsrechter: Nazmi Nasaruddin (MAS) |
| 14 oktober 2022 19:30 (UTC+3) | Segecic 24' (pen.) Popovic 32' (pen.), 40' Triantis 88' | Verslag | 52' (pen.) Al-Azmi | Ali Al-Salem Al-Sabahstadion, Al Farwaniyah Scheidsrechter: Nazmi Nasaruddin (MAS) |

|                               |              |         |                                                     |                                                                            |
| 16 oktober 2022 16:30 (UTC+3) | India        | 1–4     | Australië                                           | Ali Al-Salem Al-Sabahstadion, Al Farwaniyah Scheidsrechter: Ali Reda (LIB) |
| 16 oktober 2022 16:30 (UTC+3) | G. Singh 62' | Verslag | 12' Kuol 32' (e.d.) Yumnam 86' Segecic 90+2' Caputo | Ali Al-Salem Al-Sabahstadion, Al Farwaniyah Scheidsrechter: Ali Reda (LIB) |

|                               |         |         |                          |                                                                                     |
| 16 oktober 2022 19:30 (UTC+3) | Koeweit | 0–2     | Irak                     | Ali Al-Salem Al-Sabahstadion, Al Farwaniyah Scheidsrechter: Akhrol Risquallev (UZB) |
| 16 oktober 2022 19:30 (UTC+3) |         | Verslag | 40' Al-Hamdani 90+4' Ali | Ali Al-Salem Al-Sabahstadion, Al Farwaniyah Scheidsrechter: Akhrol Risquallev (UZB) |

|                               |             |         |      |                                                                                |
| 18 oktober 2022 16:30 (UTC+3) | Australië   | 1–0     | Irak | Ali Al-Salem Al-Sabahstadion, Al Farwaniyah Scheidsrechter: Kim Woo-sung (KOR) |
| 18 oktober 2022 16:30 (UTC+3) | Popovic 59' | Verslag |      | Ali Al-Salem Al-Sabahstadion, Al Farwaniyah Scheidsrechter: Kim Woo-sung (KOR) |

|                               |                          |         |               |                                                                                |
| 18 oktober 2022 19:30 (UTC+3) | India                    | 2–1     | Koeweit       | Ali Al-Salem Al-Sabahstadion, Al Farwaniyah Scheidsrechter: Tam Ping Wun (HKG) |
| 18 oktober 2022 19:30 (UTC+3) | T. Singh 8' G. Singh 77' | Verslag | 73' Al-Mehtab | Ali Al-Salem Al-Sabahstadion, Al Farwaniyah Scheidsrechter: Tam Ping Wun (HKG) |

### Groep I
De wedstrijden werden gespeeld in Tadzjikistan.
| Pos | Team         | Wed | W | G | V | Ptn | DV | DT | +/− | Kwalificatie |
| --- | ------------ | --- | - | - | - | --- | -- | -- | --- | ------------ |
| 1   | Tadzjikistan | 3   | 2 | 1 | 0 | 7   | 6  | 1  | +5  | Eindtoernooi |
| 2   | Libanon      | 3   | 2 | 0 | 1 | 6   | 7  | 5  | +2  |              |
| 3   | Singapore    | 3   | 0 | 2 | 1 | 2   | 2  | 7  | −5  |              |
| 4   | Cambodja     | 3   | 0 | 1 | 2 | 1   | 2  | 4  | −2  |              |

|                                 |          |         |          |                                                                               |
| 14 september 2022 17:00 (UTC+5) | Cambodja | 0–1     | Libanon  | Pamirstadion, Doesjanbe Toeschouwers: 100 Scheidsrechter: Sinan Hussain (MDV) |
| 14 september 2022 17:00 (UTC+5) |          | Verslag | 9' Sadek | Pamirstadion, Doesjanbe Toeschouwers: 100 Scheidsrechter: Sinan Hussain (MDV) |

|                                 |              |     |           |                                                                                        |
| 14 september 2022 20:00 (UTC+5) | Tadzjikistan | 0–0 | Singapore | Pamirstadion, Doesjanbe Toeschouwers: 2.500 Scheidsrechter: Songkran Bunmeekiart (THA) |
| 14 september 2022 20:00 (UTC+5) | Verslag      |     |           | Pamirstadion, Doesjanbe Toeschouwers: 2.500 Scheidsrechter: Songkran Bunmeekiart (THA) |

|                                 |           |         |                |                                                                               |
| 16 september 2022 17:00 (UTC+5) | Singapore | 1–1     | Cambodja       | Pamirstadion, Doesjanbe Toeschouwers: 120 Scheidsrechter: Bijan Heidari (IRN) |
| 16 september 2022 17:00 (UTC+5) | Teo 28'   | Verslag | 44' Koeut Pich | Pamirstadion, Doesjanbe Toeschouwers: 120 Scheidsrechter: Bijan Heidari (IRN) |

|                                 |         |         |                                                   |                                                                                 |
| 16 september 2022 20:00 (UTC+5) | Libanon | 0–4     | Tadzjikistan                                      | Pamirstadion, Doesjanbe Toeschouwers: 4.300 Scheidsrechter: Choi Hyun-jae (KOR) |
| 16 september 2022 20:00 (UTC+5) |         | Verslag | 14' Karimov 44' Olimzoda 85', 90+1' Khudoidodzoda | Pamirstadion, Doesjanbe Toeschouwers: 4.300 Scheidsrechter: Choi Hyun-jae (KOR) |

|                                 |                                                         |         |           |                                                                               |
| 18 september 2022 18:00 (UTC+5) | Libanon                                                 | 6–1     | Singapore | Pamirstadion, Doesjanbe Toeschouwers: 90 Scheidsrechter: Qasim Al-Hatmi (OMA) |
| 18 september 2022 18:00 (UTC+5) | Safwan 12', 22' Kassas 30' (pen.), 59', 61' Sadek 90+1' | Verslag | 40' Amir  | Pamirstadion, Doesjanbe Toeschouwers: 90 Scheidsrechter: Qasim Al-Hatmi (OMA) |

|                                 |                               |         |                |                                                                                        |
| 18 september 2022 20:00 (UTC+5) | Tadzjikistan                  | 2–1     | Cambodja       | Pamirstadion, Doesjanbe Toeschouwers: 5.000 Scheidsrechter: Songkran Bunmeekiart (THA) |
| 18 september 2022 20:00 (UTC+5) | Kamolov 59' Nishonbojzoda 79' | Verslag | 64' Hav Soknet | Pamirstadion, Doesjanbe Toeschouwers: 5.000 Scheidsrechter: Songkran Bunmeekiart (THA) |

### Groep J
De wedstrijden werden gespeeld in Kirgizië.
| Pos | Team                         | Wed | W | G | V | Ptn | DV | DT | +/− | Kwalificatie |
| --- | ---------------------------- | --- | - | - | - | --- | -- | -- | --- | ------------ |
| 1   | Iran                         | 3   | 3 | 0 | 0 | 9   | 11 | 0  | +11 | Eindtoernooi |
| 2   | Kirgizië                     | 3   | 2 | 0 | 1 | 6   | 8  | 1  | +7  | Eindtoernooi |
| 3   | Verenigde Arabische Emiraten | 3   | 1 | 0 | 2 | 3   | 5  | 4  | +1  |              |
| 4   | Brunei                       | 3   | 0 | 0 | 3 | 0   | 0  | 19 | −19 |              |

|                                 |                                                                  |         |        |                                                                                        |
| 14 september 2022 16:00 (UTC+6) | V.A.E.                                                           | 5–0     | Brunei | Dolen Omurzakovstadion, Bisjkek Toeschouwers: 15 Scheidsrechter: Ahmad Alaeddine (LIB) |
| 14 september 2022 16:00 (UTC+6) | Esam 1' Khamis 62' Abdulaziz 79' (pen.) Saeed 80' Al-Jaari 90+3' | Verslag |        | Dolen Omurzakovstadion, Bisjkek Toeschouwers: 15 Scheidsrechter: Ahmad Alaeddine (LIB) |

|                                 |             |         |          |                                                                                               |
| 14 september 2022 20:30 (UTC+6) | Iran        | 1–0     | Kirgizië | Dolen Omurzakovstadion, Bisjkek Toeschouwers: 2.690 Scheidsrechter: Mongkolchai Pechsri (THA) |
| 14 september 2022 20:30 (UTC+6) | Hazbavi 70' | Verslag |          | Dolen Omurzakovstadion, Bisjkek Toeschouwers: 2.690 Scheidsrechter: Mongkolchai Pechsri (THA) |

|                                 |        |         |                                                                              |                                                                                       |
| 16 september 2022 16:00 (UTC+6) | Brunei | 0–8     | Iran                                                                         | Dolen Omurzakovstadion, Bisjkek Toeschouwers: 0 Scheidsrechter: Ammar Ashkanani (KUW) |
| 16 september 2022 16:00 (UTC+6) |        | Verslag | 23' Torabi 27', 67', 70', 71', 77' Ebrahimzadeh 45+1' Fakhrian 56' Hajizadeh | Dolen Omurzakovstadion, Bisjkek Toeschouwers: 0 Scheidsrechter: Ammar Ashkanani (KUW) |

|                                 |                                        |         |        | |
| 16 september 2022 20:30 (UTC+6) | Kirgizië                               | 2–0     | V.A.E. | Dolen Omurzakovstadion, Bisjkek Toeschouwers: 1.562 Scheidsrechter: Mohd Amirul Izwan Yaacob (MAS) |
| 16 september 2022 20:30 (UTC+6) | M. Bekberdinov 20' (pen.) Brauzman 56' | Verslag |        | Dolen Omurzakovstadion, Bisjkek Toeschouwers: 1.562 Scheidsrechter: Mohd Amirul Izwan Yaacob (MAS) |

|                                 |        |         |                                    |                                                                                          |
| 18 september 2022 16:00 (UTC+6) | V.A.E. | 0–2     | Iran                               | Dolen Omurzakovstadion, Bisjkek Toeschouwers: 12 Scheidsrechter: Sadullo Gulmurodi (TJK) |
| 18 september 2022 16:00 (UTC+6) |        | Verslag | 71' Saharkhizan 90+6' Ebrahimzadeh | Dolen Omurzakovstadion, Bisjkek Toeschouwers: 12 Scheidsrechter: Sadullo Gulmurodi (TJK) |

|                                 | |         |        |                                                                                               |
| 18 september 2022 20:30 (UTC+6) | Kirgizië                                                                                              | 6–0     | Brunei | Dolen Omurzakovstadion, Bisjkek Toeschouwers: 1.172 Scheidsrechter: Mongkolchai Pechsri (THA) |
| 18 september 2022 20:30 (UTC+6) | M. Bekberdinov 16' (pen.), 45+3' Almazbekov 25' Sharshenbekov 45' Kenjebaev 52' (pen.) Balbakov 90+5' | Verslag |        | Dolen Omurzakovstadion, Bisjkek Toeschouwers: 1.172 Scheidsrechter: Mongkolchai Pechsri (THA) |

## Ranking nummers 2
Doordat niet in iedere groep evenveel landen zitten worden de resultaten tegen de nummer 5 niet meegerekend in deze ranking.
| Pos | Grp | Team     | Wed | W | G | V | Ptn | DV | DT | +/− | Kwalificatie |
| --- | --- | -------- | --- | - | - | - | --- | -- | -- | --- | ------------ |
| 1   | F   | Vietnam  | 3   | 2 | 0 | 1 | 6   | 11 | 4  | +7  | Eindtoernooi |
| 2   | J   | Kirgizië | 3   | 2 | 0 | 1 | 6   | 8  | 1  | +7  | Eindtoernooi |
| 3   | A   | China    | 3   | 2 | 0 | 1 | 6   | 8  | 2  | +6  | Eindtoernooi |
| 4   | H   | Irak     | 3   | 2 | 0 | 1 | 6   | 6  | 3  | +3  | Eindtoernooi |
| 5   | D   | Syrië    | 3   | 2 | 0 | 1 | 6   | 6  | 3  | +3  | Eindtoernooi |
| 6   | G   | Thailand | 3   | 2 | 0 | 1 | 6   | 6  | 3  | +3  |              |
| 7   | I   | Libanon  | 3   | 2 | 0 | 1 | 6   | 7  | 5  | +2  |              |
| 8   | C   | Jemen    | 3   | 1 | 1 | 1 | 4   | 4  | 4  | 0   |              |
| 9   | E   | Mongolië | 3   | 1 | 1 | 1 | 4   | 7  | 8  | −1  |              |
| 10  | B   | Bahrein  | 3   | 1 | 1 | 1 | 4   | 2  | 3  | −1  |              |

1. 1 2 3  Disciplinaire punten: Irak –5, Syrië –8, Thailand –10.

## Gekwalificeerde landen
In totaal doen 16 landen mee aan het eindtoernooi.
| Land          | Gekwalificeerd als   | Gekwalificeerd op | Aantal en vorige deelnames aan de Aziatisch kampioenschap voetbal onder 19 en 201 |
| ------------- | -------------------- | ----------------- | --- |
| Oezbekistan   | gastland             | 26 januari 2021   | 7 (2002, 2004, 2008, 2010, 2012, 2014, 2016) |
| Saoedi-Arabië | Groep A winnaar      | 18 september 2022 | 14 (1973, 1977, 1978, 1985, 1986, 1992, 1998, 2002, 2006, 2008, 2010, 2012, 2016, 2018) |
| Qatar         | Groep B winnaar      | 18 september 2022 | 14 (1980, 1986, 1988, 1990, 1992, 1994, 1996, 1998, 2002, 2004, 2012, 2014, 2016, 2018) |
| Japan         | Groep C winnaar      | 18 september 2022 | 37 (1959, 1960, 1961, 1962, 1963, 1964, 1965, 1966, 1967, 1968, 1969, 1970, 1971, 1972, 1973, 1974, 1975, 1976, 1977, 1978, 1980, 1988, 1990, 1992, 1994, 1996, 1998, 2000, 2002, 2004, 2006, 2008, 2010, 2012, 2014, 2016, 2018)       |
| Jordanië      | Groep D winnaar      | 18 september 2022 | 7 (1977, 1978, 2006, 2008, 2010, 2012, 2018) |
| Zuid-Korea    | Groep E winnaar      | 18 september 2022 | 38 (1959, 1960, 1961, 1962, 1963, 1964, 1965, 1966, 1967, 1968, 1969, 1970, 1971, 1972, 1973, 1974, 1976, 1977, 1978, 1980, 1982, 1986, 1988, 1990, 1992, 1994, 1996, 1998, 2000, 2002, 2004, 2006, 2008, 2010, 2012, 2014, 2016, 2018) |
| Indonesië     | Groep F winnaar      | 18 september 2022 | 17 (1960, 1961, 1962, 1967, 1969, 1970, 1971, 1972, 1975, 1976, 1978, 1986, 1990, 1994, 2004, 2014, 2018) |
| Oman          | Groep G winnaar      | 18 september 2022 | 2 (2000, 2014) |
| Australië     | Groep H winnaar      | 18 oktober 2022   | 7 (2006, 2008, 2010, 2012, 2014, 2016, 2018) |
| Tadzjikistan  | Groep I winnaar      | 18 september 2022 | 4 (2006, 2008, 2016, 2018) |
| Iran          | Groep J winnaar      | 18 september 2022 | 20 (1969, 1970, 1971, 1972, 1973, 1974, 1975, 1976, 1977, 1978, 1992, 1996, 2000, 2004, 2006, 2008, 2010, 2012, 2014, 2016) |
| Vietnam       | Vijf beste nummers 2 | 18 september 2022 | 19 (19612, 19622, 19632, 19642, 19652, 19672, 19682, 19692, 19702, 19712, 19742, 2002, 2004, 2006, 2010, 2012, 2014, 2016, 2018) |
| Kirgizië      | Vijf beste nummers 2 | 18 september 2022 | 1 (2006) |
| China         | Vijf beste nummers 2 | 18 september 2022 | 18 (1975, 1976, 1978, 1982, 1985, 1988, 1996, 1998, 2000, 2002, 2004, 2006, 2008, 2010, 2012, 2014, 2016, 2018) |
| Irak          | Vijf beste nummers 2 | 18 oktober 2022   | 17 (1975, 1976, 1977, 1978, 1982, 1988, 1994, 1998, 2000, 2004, 2006, 2008, 2010, 2012, 2014, 2016, 2018) |
| Syrië         | Vijf beste nummers 2 | 18 september 2022 | 10 (1975, 1988, 1990, 1994, 1996, 2002, 2004, 2008, 2010, 2012) |

1 Vet betekent kampioen dat jaar. Schuin betekent gastland dat jaar.
2 Als Zuid-Vietnam.
1959 · 1960 · 1961 · 1962 · 1963 · 1964 · 1965 · 1966 · 1967 · 1968 · 1969 · 1970 · 1971 · 1972 · 1973 · 1974 · 1975 · 1976 · 1977 · 1978 · 1980 · 1982 · 1985 · 1986 · 1988 · 1990 · 1992 · 1994 · 1996 · 1998 · 2000 · 2002 · 2004 · 2006 · 2008 · 2010 · 2012 · 2014 · 2016 · 2018 · 2023

Jeugdtoernooi AFC mannen: onder 22 · onder 17

Jeugdtoernooi AFC vrouwen: onder 16 · onder 19